# Слушный, Наум
Наум Слушный (фр. Naüm Sluszny; 30 марта 1914, Гент — 17 ноября 1979, Брюссель) — бельгийский пианист и композитор.
Ученик Стефана Ашкенази. Наиболее известен как участник Трио королевы Елизаветы (с виолончелистом Эриком Фельдбюшем и скрипачом Карло ван Несте). Для бельгийской звукозаписывающей фирмы «Alpha» записал все фортепианные сонаты Бетховена. Автор фортепианных пьес.